# Jennifer Rush
Jennifer Rush, geboren als Heidi Stern (Queens, New York), 28 september 1960) is een Amerikaans zangeres.
Ze scoorde een wereldhit met: The Power of Love (1985). In Nederland was de plaat op donderdag 17 oktober 1985 TROS Paradeplaat op Hilversum 3. De plaat werd een grote hit in de destijds drie hitlijsten op de nationale popzender. De plaat bereikte de zevende positie in zowel de Nederlandse Top 40 als de TROS Top 50. In de Nationale Hitparade werd de vierde positie bereikt. In de Europese hitlijst op Hilversum 3, de TROS Europarade, werd de derde positie bereikt.
In België bereikte de plaat eveneens de derde positie in zowel de Vlaamse Ultratop 50 als de Vlaamse Radio 2 Top 30.
In Groot-Brittannië werden er in 1985 al meer dan een miljoen singles van verkocht, iets wat een zangeres tot dan toe nog nooit had gepresteerd.

## Discografie

### Albums
| Album met eventuele hitnotering(en) in de Nederlandse Album Top 100 | Datum van verschijnen | Datum van binnenkomst | Hoogste positie | Aantal weken | Opmerkingen                            |
| ------------------------------------------------------------------- | --------------------- | --------------------- | --------------- | ------------ | -------------------------------------- |
| Heidi                                                               | 1979                  |                       |                 |              | Heidi Stern                            |
| Jennifer Rush                                                       | 1984                  | 02-11-1985            | 20              | 24           |                                        |
| Movin'                                                              | 1985                  | 01-03-1986            | 20              | 12           |                                        |
| Heart over mind                                                     | 1987                  | 21-03-1987            | 48              | 5            |                                        |
| Passion                                                             | 1988                  |                       |                 |              |                                        |
| Wings of desire                                                     | 1989                  |                       |                 |              |                                        |
| Jennifer Rush '92                                                   | 1992                  |                       |                 |              |                                        |
| Out of my hands                                                     | 1995                  |                       |                 |              |                                        |
| Credo                                                               | 1997                  |                       |                 |              |                                        |
| Classics                                                            | 1998                  |                       |                 |              | & The Hungarian Philharmonic Orchestra |
| The Hit Box                                                         | 2002                  |                       |                 |              |                                        |
| Stronghold - The Collector's Hit Box                                | 2007                  |                       |                 |              |                                        |
| Now is the hour                                                     | 2010                  |                       |                 |              |                                        |

### Singles
| Single met eventuele hitnotering(en) in de Nederlandse Top 40 | Datum van verschijnen | Datum van binnenkomst | Hoogste positie | Aantal weken | Opmerkingen                                                                         |
| ------------------------------------------------------------- | --------------------- | --------------------- | --------------- | ------------ | ----------------------------------------------------------------------------------- |
| Tonight                                                       | 1982                  |                       |                 |              | Heidi Stern                                                                         |
| Into my dreams                                                | 1983                  |                       |                 |              |                                                                                     |
| Come give me your hand                                        | 1983                  |                       |                 |              |                                                                                     |
| 25 lovers                                                     | 1984                  |                       |                 |              |                                                                                     |
| Ring of ice                                                   | 1984                  |                       |                 |              |                                                                                     |
| The power of love                                             | 1985                  | 02-11-1985            | 7               | 11           | #4 in de Nationale Hitparade / # 7 in de TROS Top 50 / TROS Paradeplaat Hilversum 3 |
| Si tu eres mi hombre y yo tu mujer                            | 1985                  |                       |                 |              | Spaanse versie van The power of love                                                |
| Destiny                                                       | 1986                  | 08-03-1986            | 19              | 5            | #23 in de Nationale Hitparade                                                       |
| If you're ever gonna lose my love                             | 1986                  |                       |                 |              |                                                                                     |
| I come undone                                                 | 1987                  |                       |                 |              |                                                                                     |
| Flames of paradise                                            | 1987                  |                       |                 |              | & Elton John                                                                        |
| Heart over mind                                               | 1987                  |                       |                 |              |                                                                                     |
| Keep all the fires burning bright                             | 1988                  |                       |                 |              |                                                                                     |
| You're my one and only                                        | 1988                  |                       |                 |              |                                                                                     |
| Love get ready                                                | 1988                  |                       |                 |              |                                                                                     |
| Till I loved you                                              | 1989                  |                       |                 |              | & Plácido Domingo                                                                   |
| Higher ground                                                 | 1989                  |                       |                 |              |                                                                                     |
| Wings of desire                                               | 1990                  |                       |                 |              |                                                                                     |
| We are the strong                                             | 1990                  |                       |                 |              |                                                                                     |
| Ave Maria (survivors of a different kind)                     | 1991                  |                       |                 |              |                                                                                     |
| Never say never                                               | 1992                  |                       |                 |              |                                                                                     |
| A broken heart                                                | 1993                  |                       |                 |              |                                                                                     |
| Vision of you                                                 | 1993                  |                       |                 |              |                                                                                     |
| Tears in the rain                                             | 1995                  |                       |                 |              |                                                                                     |
| Out of my hands                                               | 1995                  |                       |                 |              |                                                                                     |
| Credo                                                         | 1997                  |                       |                 |              |                                                                                     |
| Sweet thing                                                   | 1997                  |                       |                 |              |                                                                                     |
| The end of a journey                                          | 1998                  |                       |                 |              | & The Hungarian Philharmonic Orchestra                                              |
| Sense & sensibility                                           | 1998                  |                       |                 |              | promo-CDsingle voor Mercedes-Benz                                                   |

### NPO Radio 2 Top 2000
| Nummer met noteringen in de NPO Radio 2 Top 2000 | '99 | '00 | '01  | '02  | '03  | '04  | '05  | '06  | '07  | '08  | '09  | '10  | '11 | '12  |
| ------------------------------------------------ | --- | --- | ---- | ---- | ---- | ---- | ---- | ---- | ---- | ---- | ---- | ---- | --- | ---- |
| The Power of Love                                | 736 | 709 | 1267 | 1150 | 1407 | 1246 | 1228 | 1297 | 1362 | 1278 | 1925 | 1846 | -   | 1652 |

1. ↑  Een '-' betekent dat het nummer niet was genoteerd en een vetgedrukt getal geeft de hoogste notering aan.
2. ↑  Deze tabel is bijgewerkt tot en met de laatste editie (2024).